# 出口陽
出口 陽（1988年3月14日—）是日本女性偶像團體「AKB48」第四期前研究生及「SKE48」Team S的前成員。三重縣松阪市出身，隸屬於ピタゴラス·プロモーション事務所。

## 來歷
- 2007年5月27日 - AKB48第4期研究生甄選合格的18人當中其中1人。
- 2007年11月26日 - 在向日葵組 1st Stage「我的太陽」公演中從AKB48卒業[1]。
- 2008年7月31日 - SKE48第1期生选拔合格（参加总数2,670人、最终合格22人）。
- 2008年10月5日 - 在SKE48 1st Stage「Party開始了」中以16名选拔成员之一的身份公演出道。
- 2009年3月 - 选拔成员16名组成TeamS，成为Team S的成员。
- 2013年3月9日 - 被松阪市任命為『松阪市品牌大使』（任期至2015年3月底）。
- 2014年3月13日 - 於該日進行自己的生日會時，以將以學習歌手為由，發表在4月從SKE48畢業。
- 2014年4月29日 - 進行的個別握手會後，以SKE48的身份活動於該日結束。

## 人物
- 家中有一個妹妹和一個弟弟
- 現在的公演口號為、「でーぐちあーきー　でーぐちあーきー　でーぐちあーきー(觀眾：找到了）みーつけた！」。

```
以前的自我介紹口號為「（請用3 3 7拍子一起唱）
pipipi pipipi pipipipi 我是pippi唷!!
(ピッピッピ ピッピッピ ピッピッピッピッピッピだよ)」。
```

- 與同為SKE48 Team S中的中西優香一樣，皆曾是AKB48的研究生(四期)。但區別在於，出口陽是從AKB48畢業後，再度接受了SKE48的甄選，從而加入SKE48。而中西優香則是直接從AKB48移籍加入至SKE48，過程當中並沒有接受SKE48的甄選，是48集團中最早出現的移籍案例。
- AKB48的研究生時代，與同期的倉持明日香、佐藤亞美菜、成瀬理沙（卒業）一起自稱為「Team 4」[2]。
- 現在與SKE48 Team S中平松可奈子、高田志織、小野晴香一起自稱為「S4」
- 被同為SKE48的成員加藤るみ在部落格上稱為像是漫畫多啦A夢中的大雄一樣的人，原因是感覺有相同的氣場。
- 湯淺：「在Team S中帶有隱約的存在感。就等於是湯汁必須要有鹽巴的提味、是Team S不可或缺的存在」[3]
- 是「SKE48的歌姬」歌唱能力強之所謂而被稱呼，本人表示過「在唱歌的時候，果然還是最快樂的！」這番話。湯淺：「第一次聽見這女孩的嗓音時讓我有種想要更加努力發掘她的衝動，她的歌聲還能夠持續地再磨練上去。今年她的歌聲希望大家能夠期待聆聽下去。」[4]
- 與SDN48的梅田悠是朋友的朋友、兩人同歲（實際上生日才差一天）、雙方的住家只要走幾步就會到達。

## SKE48參與的曲目
也包含AKB48研究生時代所參與的曲目

### 單曲CD選拔曲
- 強き者よ
- バンジー宣言 - チームB.L.T.名義
- ピノキオ軍 - シアターガールズ名義
- 青春は恥ずかしい - 紅組名義
- そばにいさせて
- 誰かのせいにはしない - 紅組名義
- パパは嫌い - 紅組名義

### AKB48單曲CD選拔曲
- 妳正在看着夕陽嗎?

初回限定盤B収録『妳正在看着夕陽嗎?（ひまわり2.0Mix）』のレコーディングに参加

## 劇場公演的组合曲
向日葵組1st Stage 「我的太陽」公演
1. 暮蟬之戀（ヒグラシノコイ）

※増田有華的代役
SKE48 teamS 1st Stage 「PARTY開始了」公演
1. 和你在一起的平安夜（あなたとクリスマスイブ）

SKE48 teamS 2nd Stage 「手牽手」公演
1. 胸口的條碼（この胸のバーコード）
2. 雨珠鋼琴師（雨のピアニスト）

SKE48 teamS 3rd Stage 「制服之芽」公演
1. 萬花筒（萬華鏡）
2. 女の子の第六感（2nd UNIT）

SKE48 teamS 4th Stage 「Reset」公演
1. 明日のためにキスを

## 出演

### 综艺
- 世界コスプレサミット2009〜真夏だぜ!クールジャポン爆笑祭〜（2009年8月8日、愛知電視台）
- 週刊AKB（2009年8月28日・9月4日、2011年7月22日–29日、2011年8月5日-12日東京電視台）
- SKE48学園（2009年10月3日 - 、エンタ!371）
- 地元応援バラエティ このへん!!トラベラー生放送2時間スペシャル（2009年12月30日、中京電視台）
- AKBINGO!（2010年6月2日 - 16日、日本電視台）
- 知って解決!SKEっとネット（2010年6月21日、NHK名古屋）
- 3時のつボッ!（2010年6月28日 - 2010年9月27日、テレビ愛知）※月曜レギュラー
- ぶっつけ!!〜SKE48マルチタレントへの道〜（2011年4月8日 - 、東海テレビ）

### 戲劇
- モウソウ刑事! 第六話（2011年1月 -、東海テレビ）

### 演唱會
- 大概会出演唱会DVD、不过现场看机会有限！AKB48夏日祭！（2008年8月23日、日比谷野外大音楽堂）
- AKB48 难道说、这场演唱会的音源不会流出吗？（2008年11月23日、NHKホール）
- 「神公演予定」～因诸多因素、也有可能无法成为神公演、望体谅（2009年4月25日、NHKホール）
- 剧场外演唱会「初次的课外教学」（2009年5月24日、ボトムライン）
- 结成1周年纪念公演「夺取天下吧!」（2009年7月30日、CLUB DIAMOND HALL）
- AKB104选拔成员组阁祭（2009年8月22日·23日、日本武道館）
- 名古屋一揆（2009年12月25日、Zepp Nagoya）
- AKB48 AKB48 重溫時間 最佳曲目100 2010（2010年1月22日、SHIBUYA-AX）
- AKB48 満席祭り希望 賛否両論（2010年3月24日・25日、横滨体育馆）
- SKE48 傳說、開始了！ （2010年4月29日、Zepp Nagoya）
- AKB48 AKB48演唱會 沒有驚喜（2010年7月10日・11日、代々木第一体育館）
- SKE48 重溫時間 最佳曲目30 2010 哪個是神曲?（2010年7月31日、名古屋センチュリーホール）
- SKE48 コンサート「汗の量はハンパじゃない」（2010年10月、SHIBUYA-AX、Zepp Nagoya、神戸國際會館こくさいホール）
- Kinect for Xbox 360 Presents 1!2!3!4!ヨロシク!勝負は、これからだ! supported by LAWSON（2010年11月27日、愛知県芸術劇場大ホール）
- SKE48に,今,できること（2011年5月2日、AKASAKA BLITZ）

### 廣播
- SKE48 観覧車へようこそ!!（2009年5月18日・6月15日・9月7日・10月19日・12月14日・2010年1月18日・2月1日、CBCラジオ）
- 山浦ひさし 全力疾走（2010年2月13日、東海ラジオ）
- SKE48♥1+1は2じゃないよ!（2010年11月9日、東海ラジオ）

## 備註
1. ↑  .   [2011-08-25]. （原始内容存档于2007-12-04）.
2. ↑  佐藤亜美菜公式ブログ「によけろちやん」 （页面存档备份，存于）（2010年6月16日閲覧）
3. ↑  『AKB48総選挙公式ガイドブック』
4. ↑  『AKB48総選挙 公式ガイドブック2011』